# Liupold

Wappen eines Bürgermeisters aus dem Geschlecht der Liupold

Die Liupold waren ein Patriziergeschlecht in Heilbronn.
Das Geschlecht der Liupold wird in Heilbronn 1300 erstmals genannt. Die Familie hatte enge Beziehungen zum Reich und zum Kloster Maulbronn und saß wohl schon zur Stauferzeit in Heilbronn. Ein Liupold, Sohn der Witwe des alten Schultheißen Konrad (erwähnt 1303 und 1305), war ab 1311 Richter in Heilbronn, 1314 Bürgermeister und 1330 Schultheiß. Später wird in verschiedenen Urkunden ein Liupold als Schulthieß und alter Schultheiß bezeichnet, womit eventuell zwei gleichnamige Personen gemeint sind. Der alte Schultheiß Liupold und seine Erben hatten den Maulbronner Hof in Heilbronn inne, der beim Niedergang des Geschlechts 1368 an die Stadt Heilbronn kam.
Das Wappen der Liupold zeigt drei senkrecht nebeneinander stehende Rauten.